# Tomaszkowo
Tomaszkowo (deutsch Thomsdorf) ist ein Ort in der polnischen Woiwodschaft Ermland-Masuren. Er gehört zur Gmina Stawiguda (Landgemeinde Stabigotten) im Powiat Olsztyński (Kreis Allenstein).

## Geographische Lage
Tomaszkowo liegt am Nordufer des Wulpingsees (auch Thomsdorfer See, polnisch Jezioro Wulpińskie) im Westen der Woiwodschaft Ermland-Masuren, neun Kilometer südwestlich der Kreis- und Woiwodschaftshauptstadt Olsztyn (deutsch Allenstein).

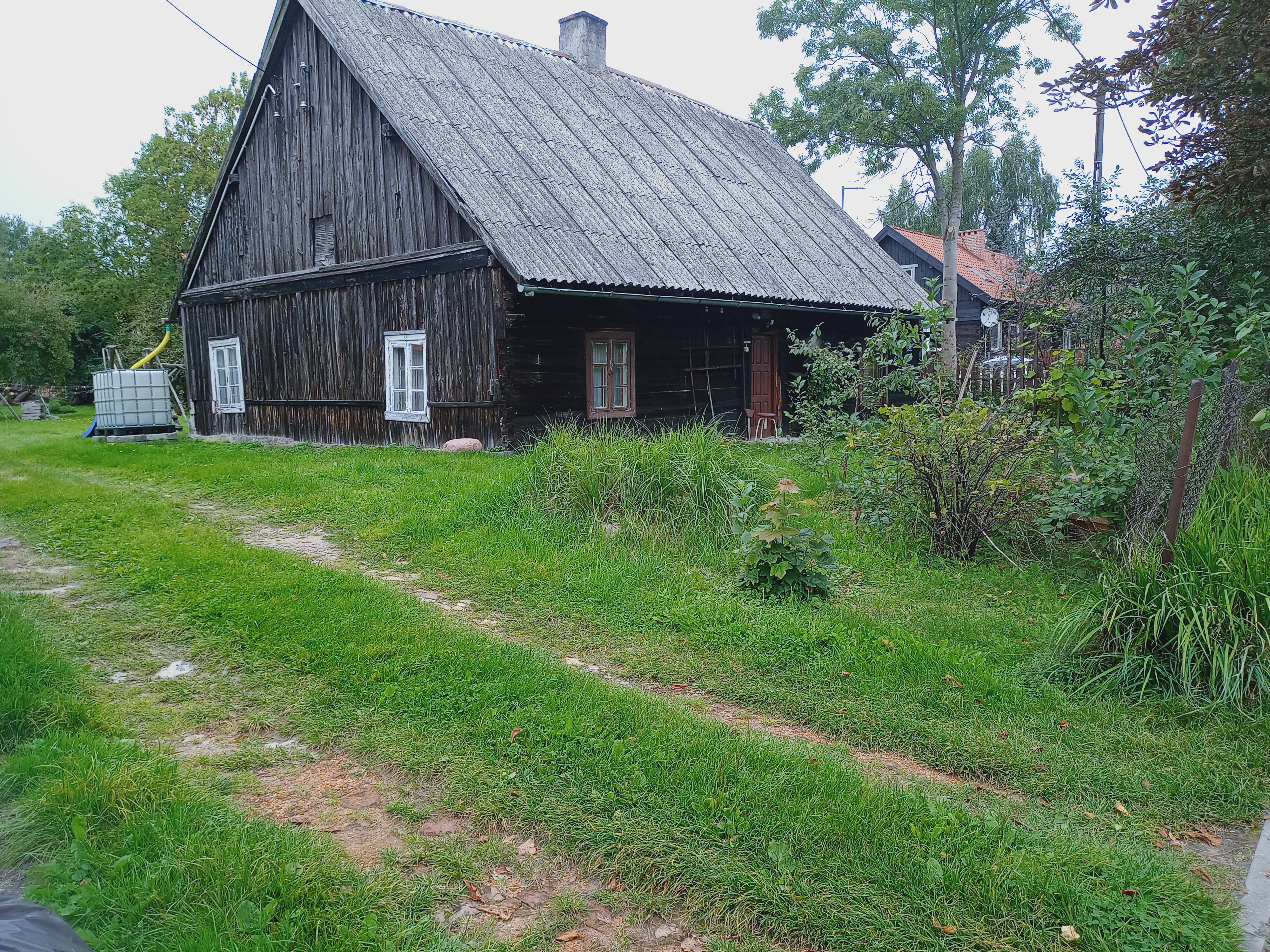
Altes Holzhaus in Tomaszkowo

|  |

## Geschichte
Im Jahre 1363 wurde das einstige Thomasdorf gegründet. Von 1874 bis 1945 war die Landgemeinde Thomsdorf in den Amtsbezirk Schönbrück (polnisch Sząbruk) im ostpreußischen Kreis Allenstein eingegliedert.
Im Jahre 1910 waren in Thomsdorf 520 Einwohner registriert. Ihre Zahl stieg bis 1933 auf 553 und belief sich 1939 auf 567.
In Kriegsfolge kam 1945 das gesamte südliche Ostpreußen und mit ihm Thomsdorf zu Polen. Das Dorf erhielt die polnische Namensform „Tomaszkowo“. Heute ist es – mit dem Ortsteil Zofijówka (Sophienhof) – eine Ortschaft im Verbund der Landgemeinde Stawiguda (Stabigotten) im Powiat Olsztyński (Kreis Allenstein), bis 1998 der Woiwodschaft Olsztyn, seither der Woiwodschaft Ermland-Masuren zugehlrig. Im Jahre 2011 zählte Tomaszkowo 541 Einwohner.

## Kirche

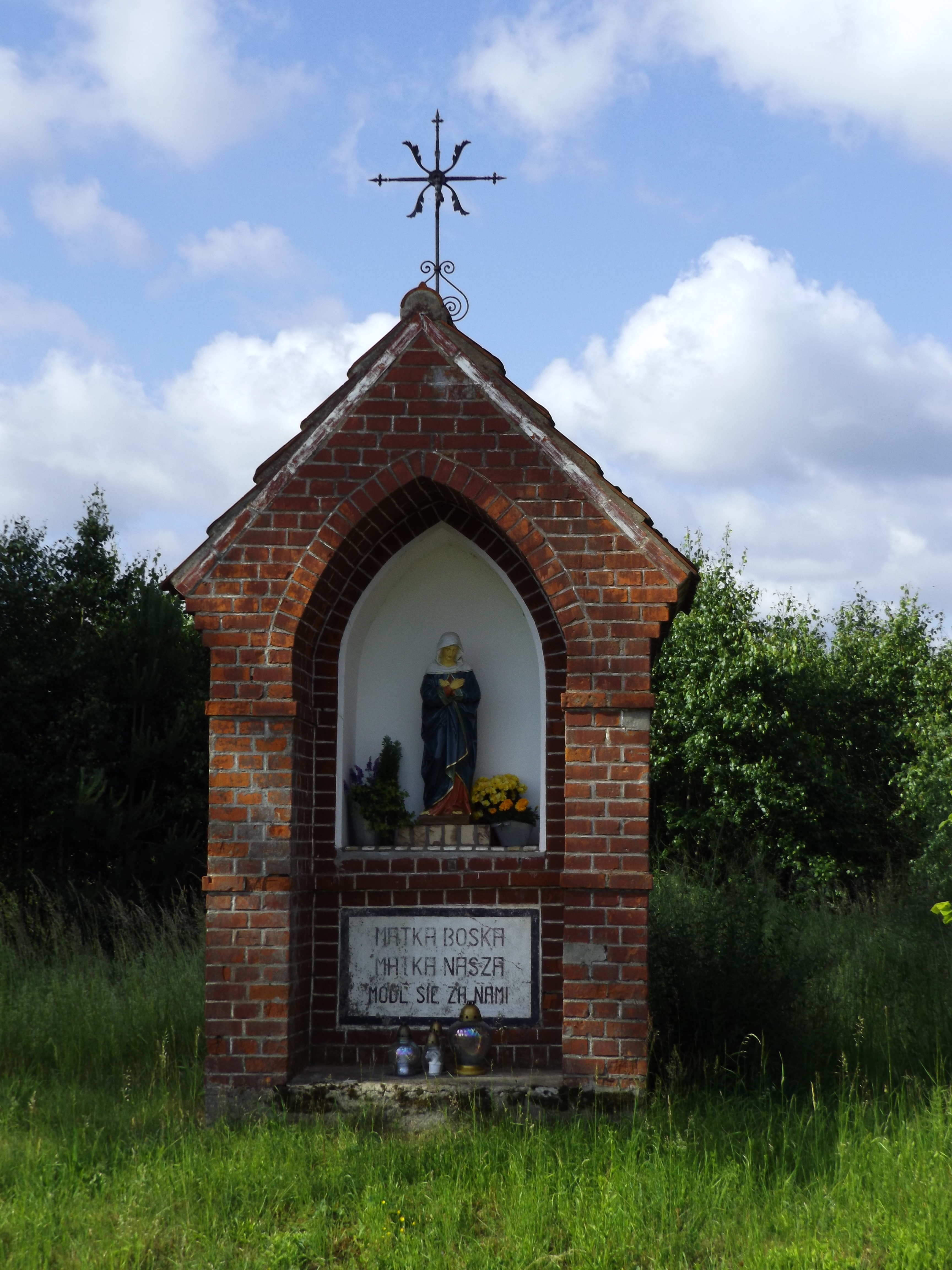
Bildstock bei Tomaszkowo

Bis 1945 war Thomsdorf in die evangelische Kirche Allenstein in der Kirchenprovinz Ostpreußen der Kirche der Altpreußischen Union, außerdem in die römisch-katholische Kirche (Groß) Bertung (polnisch Bartąg) im Bistum Ermland eingepfarrt.
Heute besteht für Tomaszkowo der gleiche kirchliche Bezug: evangelischerseits zur Christus-Erlöser-Kirche Olsztyn, nun allerdings innerhalb der Diözese Masuren der Evangelisch-Augsburgischen Kirche in Polen, sowie katholischerseits zur Kirche Bartąg im jetzigen Erzbistum Ermland.

## Verkehr
Tomaszkowo liegt an der Kreisstraße (polnisch Droga powiatowa) DP 1370N, die die polnische Landesstraße 16 (einstige deutsche Reichsstraße 127) bei Gietrzwałd (Dietrichswalde) mit der – noch im Ausbau begriffenen – Schnellstraße 51 (Kreuz Olsztyn Południe) bei Bartąg verbindet. Von Zofijówka (Sophienhof) führt eine Nebenstraße nach Tomaszkowo.
Eine Anbindung an den Bahnverkehr besteht nicht.